# Heulandyt
Heulandyt – minerał z gromady krzemianów, zaliczany do grupy zeolitów. Należy do grupy minerałów rzadkich.
Nazwa pochodzi od nazwiska niemieckiego kolekcjonera i handlarza minerałów, mieszkającego w Anglii J.H. Heulanda (1778–1856).

## Właściwości
Krystalizuje w układzie jednoskośnym. Tworzy kryształy o pokroju tabliczkowym i słupkowym; narosłe. Tworzy zbliźniaczenia. Występuje w skupieniach zbitych, ziarnistych, masywnych, blaszkowych, łuseczkowych i promienistych. Jest kruchy, przezroczysty do przeświecającego. Jego odmianą jest klinoptylolit. Posiada szklisty połysk i białą rysę. Łatwo rozpuszcza się w kwasie solnym.  

## Występowanie
Minerał powstaje w wyniku działalności roztworów hydrotermalnych. Występuje najczęściej w pęcherzach pogazowych i szczelinach skał wulkanicznych (w bazaltach, andezytach, diabazach, melafirach) i metamorficznych, także w druzach pegmatytowych; rzadziej w żyłach kruszconośnych. Spotykany jako produkt rekrystalizacji szkliw i tufów wulkanicznych. Współwystępuje ze stilbitem, datolitem, zeolitami, apofyllitem, epidotem, pektolitem, kwarcem, kalcytem, chabazytem, skolecytem, kalcytem. 

## Miejsce występowania
Na świecie Islandia, Indie, USA (New Jersey), Austria, Norwegia, Włochy, Szwajcaria, Niemcy, Wielka Brytania, Rumunia, Brazylia. 
W Polsce spotykany jest na Dolnym Śląsku w Karkonoszach (Kowary, Szklarska Poręba), w Górach Izerskich na Izerskich Garbach, Rudawach Janowickich, Kotlinie Kłodzkiej, okolicach Wałbrzycha i Strzegomia oraz w Rudnie i Regulicach w Małopolsce. Znaleziony także w Tatrach.

### Zastosowanie[1]
- ma znaczenie naukowe;
- wzbudza zainteresowanie kolekcjonerów;